# Världsmästerskapen i simsport 1982
Världsmästerskapen i simsport 1982 var de fjärde världsmästerskapen i simsport och arrangerades i Guayaquil, Ecuador mellan 29 juli och 8 augusti 1982. Tävlingar i simning, simhopp, vattenpolo och konstsim hölls.

## Medaljfördelning
| Placering | Nation         | Guld | Silver | Brons | Totalt |
| --------- | -------------- | ---- | ------ | ----- | ------ |
| 1         | USA            | 13   | 11     | 10    | 34     |
| 2         | Östtyskland    | 12   | 9      | 5     | 26     |
| 3         | Sovjetunionen  | 5    | 9      | 4     | 18     |
| 4         | Kanada         | 3    | 3      | 1     | 7      |
| 5         | Västtyskland   | 2    | 1      | 3     | 6      |
| 6         | Nederländerna  | 1    | 1      | 2     | 4      |
| 7         | Brasilien      | 1    | 0      | 0     | 1      |
| 8         | Ungern         | 0    | 2      | 0     | 2      |
| 9         | Australien     | 0    | 1      | 0     | 1      |
| 9         | Storbritannien | 0    | 1      | 0     | 1      |
| 11        | Japan          | 0    | 0      | 3     | 3      |
| 11        | Sverige        | 0    | 0      | 3     | 3      |
| 13        | Kina           | 0    | 0      | 2     | 2      |
| 14        | Italien        | 0    | 0      | 1     | 1      |
| 14        | Rumänien       | 0    | 0      | 1     | 1      |
| 14        | Jugoslavien    | 0    | 0      | 1     | 1      |
| Total     | Total          | 37   | 38     | 36    | 111    |

## Resultat

### Konstsim[1]
| Gren         | Guld                                 | Silver                       | Brons                           |
| Individuellt | Tracie Ruiz USA                      | Kelly Kryczka Kanada         | Miwako Motoyoshi Japan          |
| Par          | Kanada Sharon Hambrook Kelly Kryczka | USA Candy Costie Tracie Ruiz | Japan Ikuko Abe Masako Fujiwara |
| Lag          | Kanada                               | USA                          | Japan                           |

### Simhopp[2]

#### Herrar
| Gren | Guld              | Silver                          | Brons                           |
| 3 m  | Greg Louganis USA | Sergej Kuzmin Sovjetunionen     | Uladzimir Alejnik Sovjetunionen |
| 10 m | Greg Louganis USA | Uladzimir Alejnik Sovjetunionen | Bruce Kimball USA               |

#### Damer
| Gren | Guld             | Silver                    | Brons               |
| 3 m  | Megan Neyer USA  | Christina Seufert USA     | Peng Yuanchuan Kina |
| 10 m | Wendy Wyland USA | Ramona Wenzel Östtyskland | Zhou Jihong Kina    |

### Simning[3]

#### Herrar
| Gren            | Guld                                                      | Silver                                                                            | Brons                                                                 |
| 100 m frisim    | Jörg Woithe Östtyskland                                   | Rowdy Gaines USA                                                                  | Per Johansson Sverige                                                 |
| 200 m frisim    | Michael Groß Västtyskland                                 | Rowdy Gaines USA                                                                  | Jörg Woithe Östtyskland                                               |
| 400 m frisim    | Vladimir Salnikov Sovjetunionen                           | Svjatoslav Semjonov Sovjetunionen                                                 | Sven Lodziewski Östtyskland                                           |
| 1500 m frisim   | Vladimir Salnikov Sovjetunionen                           | Svjatoslav Semjonov Sovjetunionen                                                 | Darjan Petrič Jugoslavien                                             |
| 100 m ryggsim   | Dirk Richter Östtyskland                                  | Rick Carey USA                                                                    | Vladimir Sjemetov Sovjetunionen                                       |
| 200 m ryggsim   | Rick Carey USA                                            | Sándor Wladár Ungern                                                              | Frank Baltrusch Östtyskland                                           |
| 100 m bröstsim  | Steve Lundquist USA                                       | Victor Davis Kanada                                                               | John Moffet USA                                                       |
| 200 m bröstsim  | Victor Davis Kanada                                       | Robertas Žulpa Sovjetunionen                                                      | John Moffet USA                                                       |
| 100 m fjärilsim | Matt Gribble USA                                          | Michael Groß Västtyskland                                                         | Bengt Baron Sverige                                                   |
| 200 m fjärilsim | Michael Groß Västtyskland                                 | Serhij Fesenko Sovjetunionen                                                      | Craig Beardsley USA                                                   |
| 200 m medley    | Oleksandr Sidorenko Sovjetunionen                         | Bill Barrett USA                                                                  | Giovanni Franceschi Italien                                           |
| 400 m medley    | Ricardo Prado Brasilien                                   | Jens-Peter Berndt Östtyskland                                                     | Serhij Fesenko Sovjetunionen                                          |
| 4×100 m frisim  | USA Chris Cavanaugh Robin Leamy David McCagg Rowdy Gaines | Sovjetunionen Serhij Krasiuk Aleksej Filonov Sergej Smirijagin Aleksej Markovskij | Sverige Per Johansson Bengt Baron Per Holmertz Per Wikström           |
| 4×200 m frisim  | USA Richard Saeger Jeff Float Kyle Miller Rowdy Gaines    | Sovjetunionen Vladimir Sjemetov Ivar Stukolkin Vladimir Salnikov Aleksej Filonov  | Västtyskland Andreas Schmidt Dirk Korthals Rainer Henkel Michael Groß |
| 4×100 m medley  | USA Rick Carey Steve Lundquist Matt Gribble Rowdy Gaines  | Sovjetunionen Vladimir Sjemetov Jurij Kis Aleksej Markovskij Sergej Smirijagin    | Västtyskland Stefan Peter Gerald Mörken Michael Groß Andreas Schmidt  |

#### Damer
| Gren            | Guld                                                                 | Silver                                                       | Brons                                                                              |
| 100 m frisim    | Birgit Meineke Östtyskland                                           | Annemarie Verstappen Nederländerna                           | Jill Sterkel USA                                                                   |
| 200 m frisim    | Annemarie Verstappen Nederländerna                                   | Birgit Meineke Östtyskland                                   | Annelies Maas Nederländerna                                                        |
| 400 m frisim    | Carmela Schmidt Östtyskland                                          | Petra Schneider Östtyskland                                  | Tiffany Cohen USA                                                                  |
| 800 m frisim    | Kim Linehan USA                                                      | Jackie Wilmott Storbritannien                                | Carmela Schmidt Östtyskland                                                        |
| 100 m ryggsim   | Kristin Otto Östtyskland                                             | Ina Kleber Östtyskland                                       | Susan Walsh USA                                                                    |
| 200 m ryggsim   | Cornelia Sirch Östtyskland                                           | Georgina Parkes Australien                                   | Carmen Bunaciu Rumänien                                                            |
| 100 m bröstsim  | Ute Geweniger Östtyskland                                            | Anne Ottenbrite Kanada Kim Rhodenbaugh USA                   |                                                                                    |
| 200 m bröstsim  | Svetlana Varganova Sovjetunionen                                     | Ute Geweniger Östtyskland                                    | Anne Ottenbrite Kanada                                                             |
| 100 m fjärilsim | Mary T. Meagher USA                                                  | Ines Geißler Östtyskland                                     | Melanie Buddemeyer USA                                                             |
| 200 m fjärilsim | Ines Geißler Östtyskland                                             | Mary T. Meagher USA                                          | Heike Dähne Östtyskland                                                            |
| 200 m medley    | Petra Schneider Östtyskland                                          | Ute Geweniger Östtyskland                                    | Tracy Caulkins USA                                                                 |
| 400 m medley    | Petra Schneider Östtyskland                                          | Kathleen Nord Östtyskland                                    | Tracy Caulkins USA                                                                 |
| 4×100 m frisim  | Östtyskland Birgit Meineke Susanne Link Kristin Otto Caren Metschuck | USA Susan Habernigg Kathy Treible Beth Washut Jill Sterkel   | Nederländerna Annemarie Verstappen Annelies Maas Wilma van Velsen Conny van Bentum |
| 4×100 m medley  | Östtyskland Kristin Otto Ute Geweniger Ines Geißler Birgit Meineke   | USA Susan Walsh Kim Rhodenbaugh Mary T. Meagher Jill Sterkel | Sovjetunionen Larisa Gortjakova Svetlana Varganova Natalija Pokas Irina Gerasimova |

### Vattenpolo[4]
| Turnering       | Guld          | Silver | Brons        |
| Herrar detaljer | Sovjetunionen | Ungern | Västtyskland |